# Algarismos arábicos orientais
Os algarismos arábicos orientais (também chamados de numerais árabe-hindus, algarismos orientais árabes e números indo-persas) são os símbolos usados para representam o sistema numérico hindu-arábico, em conjunto com o alfabeto árabe nos países da Mashriq (o leste do mundo árabe), a Península Arábica, e sua variante em outros países que usam a Alfabeto persa no planalto iraniano e Ásia.

## Origem
O sistema numeral origina-se de um antigo sistema numeral indiano, que foi reintroduzido no livro Na Cálculo com Numerais Hindus escrito pelo matemático e engenheiro Khwarazmi, na Era de Ouro Islâmica, cujo nome era latinizado como Algoritmi.

## Outros nomes
Esses números são conhecidos como ????? ????? (?arqam hindiyya, "números indianos") em árabe. Às vezes, eles também são chamados de "Indic numerals" em inglês. No entanto, isso às vezes é desencorajado, pois pode levar a confusão com numerais indianos, usado em scripts brâmanes da Índia.

## Uso
Números escritos são organizados com o dígito de menor valor à direita, com posições de valor mais altas adicionadas à esquerda. Isso é idêntico ao arranjo usado por textos ocidentais usando algarismos arábicos ocidentais, embora a escrita árabe seja lida da direita para a esquerda. Não há conflito, a menos que o layout numérico seja necessário, como é o caso de problemas aritméticos (como na simples adição ou multiplicação) e listas de números, que tendem a ser justificados no ponto decimal ou vírgula.